# 堀頼重
堀 頼重（ほり よりしげ、生没年不詳）は、平安時代末期の武士。摂津源氏の流れを汲む源光重（深栖三郎）の三男。子に頼時（九条家勾当）、重胤らがある。諸陵頭、皇后宮侍長。堀三郎と号した。下総国を本拠とする豪族・深栖氏の一族で、父光重は美濃源氏の源光信の子であったが後に源仲政の養子となっていた。
『平治物語』に源頼政の近親者として登場し、源義経（遮那王）が鞍馬山を抜け出し東国へと向かう際、奥州の金売吉次と共に同伴しその道案内を務め、さらに義経を下総の自領に迎え入れ一年ほど匿ったとされる。また、『尊卑分脈』の義経の項目にも「鞍馬寺において、東国旅人諸陵助重頼（頼重）を相語らい、約諾せしめ」と『平治物語』とほぼ同様の記載がある。